# كوكتاون (كوينزلاند)
كوكتاون هي المدينة الموجودة في أقصى شمال الساحل الجنوبي من أستراليا. في 2006 كان هناك 2093 شخص ساكن فيها. وهي منبع نهر إندياكوفر، على كيب يورك بيننسولا شمال كوينزلاند. سميت نسبة إلى المستكشف الإنجليزي «جيمس كوك», ونهر إندياكوفر سمي نسبة إلى سفينته الإندياكوفر. عدد سكانها 2000 لكنه يتضاعف كل يونيو لأن المجتمع يعيد تمثيل وصول كوك التاريخي كاملا، مع سفينة مشابهة ومدافع نارية وأزياء تلك الفترة.

## المناخ
يظهر الجدول التالي التغييرات المناخية على مدار السنة لكوكتاون:
| البيانات المناخية لـكوكتاون              | البيانات المناخية لـكوكتاون | البيانات المناخية لـكوكتاون | البيانات المناخية لـكوكتاون | البيانات المناخية لـكوكتاون | البيانات المناخية لـكوكتاون | البيانات المناخية لـكوكتاون | البيانات المناخية لـكوكتاون | البيانات المناخية لـكوكتاون | البيانات المناخية لـكوكتاون | البيانات المناخية لـكوكتاون | البيانات المناخية لـكوكتاون | البيانات المناخية لـكوكتاون | البيانات المناخية لـكوكتاون |
| الشهر                                    | يناير                       | فبراير                      | مارس                        | أبريل                       | مايو                        | يونيو                       | يوليو                       | أغسطس                       | سبتمبر                      | أكتوبر                      | نوفمبر                      | ديسمبر                      | المعدل السنوي               |
| ---------------------------------------- | --------------------------- | --------------------------- | --------------------------- | --------------------------- | --------------------------- | --------------------------- | --------------------------- | --------------------------- | --------------------------- | --------------------------- | --------------------------- | --------------------------- | --------------------------- |
| الدرجة القصوى °م (°ف)                    | 41.7 (107.1)                | 38.3 (100.9)                | 37.8 (100.0)                | 37.2 (99.0)                 | 32.4 (90.3)                 | 31.6 (88.9)                 | 31.0 (87.8)                 | 31.1 (88.0)                 | 34.2 (93.6)                 | 35.5 (95.9)                 | 39.4 (102.9)                | 38.6 (101.5)                | 41.7 (107.1)                |
| متوسط درجة الحرارة الكبرى °م (°ف)        | 31.4 (88.5)                 | 31.2 (88.2)                 | 30.3 (86.5)                 | 29.1 (84.4)                 | 27.6 (81.7)                 | 26.2 (79.2)                 | 25.7 (78.3)                 | 26.4 (79.5)                 | 27.7 (81.9)                 | 29.3 (84.7)                 | 30.7 (87.3)                 | 31.5 (88.7)                 | 28.9 (84.0)                 |
| متوسط درجة الحرارة الصغرى °م (°ف)        | 24.3 (75.7)                 | 24.1 (75.4)                 | 23.9 (75.0)                 | 23.1 (73.6)                 | 21.7 (71.1)                 | 19.9 (67.8)                 | 19.2 (66.6)                 | 19.7 (67.5)                 | 21.2 (70.2)                 | 22.7 (72.9)                 | 23.9 (75.0)                 | 24.3 (75.7)                 | 22.3 (72.1)                 |
| أدنى درجة حرارة °م (°ف)                  | 17.2 (63.0)                 | 20.0 (68.0)                 | 18.9 (66.0)                 | 16.3 (61.3)                 | 12.2 (54.0)                 | 10.0 (50.0)                 | 4.4 (39.9)                  | 11.0 (51.8)                 | 14.1 (57.4)                 | 14.1 (57.4)                 | 16.1 (61.0)                 | 20.0 (68.0)                 | 4.4 (39.9)                  |
| معدل هطول الأمطار مم (إنش)               | 375.6 (14.79)               | 377.6 (14.87)               | 389.4 (15.33)               | 218.3 (8.59)                | 78.7 (3.10)                 | 50.2 (1.98)                 | 26.9 (1.06)                 | 30.0 (1.18)                 | 16.3 (0.64)                 | 22.1 (0.87)                 | 61.6 (2.43)                 | 162.7 (6.41)                | 1٬809٫4 (71.25)             |
| متوسط الأيام الممطرة (≥ 0.2 mm)          | 17.1                        | 17.9                        | 18.4                        | 15.0                        | 12.1                        | 8.7                         | 7.2                         | 6.9                         | 4.5                         | 4.2                         | 6.6                         | 10.9                        | 129.5                       |
| متوسط الرطوبة النسبية (%)                | 79                          | 82                          | 80                          | 76                          | 76                          | 76                          | 75                          | 73                          | 69                          | 68                          | 69                          | 72                          | 75                          |
| المصدر: Australian Bureau of Meteorology |                             |                             |                             |                             |                             |                             |                             |                             |                             |                             |                             |                             |                             |

## أعلام
- نويل بيرسون
- ميتلاند مايج